# Holcobius frater
Holcobius frater là một loài bọ cánh cứng thuộc chi Holcobius trong họ Ptinidae.